# Fröndenberg/Ruhr
Fröndenberg/Ruhr település Németországban, azon belül Észak-Rajna-Vesztfália tartományban. Lakosainak száma 20 450 fő (2023. december 31.).

## Népesség
A település népességének változása:
| Lakosok száma | 19 396 | 20 843 | 20 766 | 20 436 | 20 548 | 20 450 |
|               | 1975   | 2017   | 2019   | 2021   | 2022   | 2023   |